# Trechiama (Leptepaphiama)
Leptepaphiama (лат.) — подрод жужелиц рода Trechiama.

## Описание
Жуки небольших размеров, в длину достигают всего около 6—7 мм. Дискальная щетинковая пора в пятом промежутке расположена в передней половине надкрылий. Переднеспинка узкая и длинная, сильно суженная к основанию. Глаза заметно короче висков.

## Систематика
В составе рода:
- Trechiama janoanus Jeannel, 1939
- Trechiama kryzhanovskii Lafer, 1989
- Trechiama sichotanus Lafer, 1989